# Des temps et des vents
Pour plus de détails, voir Fiche technique et Distribution.
Des temps et des vents (titre original Beş Vakit ; en anglais Times and Winds) est le 4e long-métrage turc réalisé par Reha Erdem produit en 2006, sorti en France le 30 avril 2008. Le titre turc (litt. 5 temps) est une claire allusion à l'adhan mais aussi aux cinq périodes de la journée au cours de laquelle s'égrène le film.

## Synopsis
Un petit village aux ressources comptées, adossé au rochers d'une montagne qui surplombe une mer sublime (la mer Égée). Les habitants sont des gens simples et laborieux. Ils vivent au rythme de l'air, de l'eau, des soins aux chèvres, de la nuit, des jours et des saisons. L'appel du muezzin, fait par l'imam — ou par ses remplaçants lorsqu'il est malade, ponctue les journées. Les parents élèvent les enfants comme ils l'ont été. Les pères sont intransigeants, les mères sont dures avec leurs filles. Le fils de l'imam, Ömer, souhaite désespérément la mort de son père, Yakup est amoureux de l'institutrice, Yıldız est partagée entre l'école et les travaux que sa mère lui ordonne. Entre culpabilité et colère, ces trois enfants d'une douzaine d'années, à la veille de l'adolescence, grandissent et leurs personnalités se forment.

## Fiche technique
- Réalisation : Reha Erdem
- Scénario : Reha Erdem
- Image : Florent Herry
- Musique : Arvo Pärt
- Son : Murat Senürkmez
- Montage : Reha Erdem
- Production : Atlantik Film
- Langue : turc
- Dates de sortie : 30 avril 2008 (France)

## Distribution
- Özkan Özen : Ömer
- Ali Bey Kayalı : Yakup
- Elit İşcan : Yıldız
- Bülent Emin Yarar : Imam
- Selma Ergeç : Institutrice
- Taner Birsel : Zekeriya
- Yiğit Özşener : Yusuf
- Tarık Sönmez : Davut, le berger
- Köksal Engür : oncle Halil
- Tilbe Saran : mère d'Ömer
- Sevinç Erbulak : mère de Yakup

## Réception critique
« …Des temps et des vents est un film souvent funèbre, presque tout à fait dépourvu d'humour. Mais quel film pourrait emprunter sa musique à Arvo Pärt, comme le fait Des temps et des vents, et conserver un peu d'humour ? Pourtant, son spectacle procure un plaisir intense, qui tient à la précision de la mise en scène, au respect infini que Reha Erdem accorde à ses personnages et à leurs interprètes […], et à la beauté grave, parfois un peu emphatique, de la mise en scène. L'image du chef opérateur Florent Herry passe avec fluidité de l'intimité des intérieurs à la quasi-disparition des personnages dans une nature à la fois indifférente et accueillante ; le récit, d'abord fragmentaire, finit par prendre son sens, en s'inscrivant dans le cours du temps, en tenant une comptabilité scrupuleuse et poétique des pertes immenses et des gains dérisoires qu'accumulent ces trois enfants. »
« On n'est pas étonné d'apprendre que Reha Erdem a été marqué très tôt par le théâtre : (…) son quatrième long métrage a quelque chose d'organique (…). On sentirait presque le vent nous souffler dans le cou. De ce petit village turc et d'un quotidien archaïque, de l'intime à l'universel, il extrait quatre tableaux d'un naturalisme doucement saisissant, qui se succèdent au fil de quatre temps. (…). Revêtant les contours poétiques d'un personnage accueillant comme une mère, [la nature] est habillée par la musique d'Arvo Pärt dans le classicisme le plus pur, auquel s'ajoute, par cette volonté de compter sur le temps jusqu'à la dernière seconde, une remarquable précision de la mise en scène. Ce qui donne alors, en une mélodie douce et juste jusqu'à la note finale, tout son sens au récit. Au fil des tableaux, Reha Erdem réussit à composer une œuvre rare, humble et lyrique à la fois, et à l'emphase naturellement maîtrisée. En prenant son temps, ce temps si précieux que mettent les saisons à se succéder et les enfants à apprendre à vivre. »
« Tout simplement envoûtant et sous tension permanente car des drames couvent (…) Cette nouvelle réalisation ne fait que confirmer tout le bien que l'on pense du cinéma turc. »
« Avec une attention portée sur la nature (…) Reha Erdem livre un film atmosphérique. (…) Œuvre contemplative (sans être maniérée) (…). »
« …Une pastorale contemplative, parfois lyrique, dans des paysages d'une beauté à couper le souffle. (…) Lent et sensuel, ce film est empreint d'une certaine cruauté. »
« À la condition d'aimer l'emphase de la musique d'Arvo Pärt, on sera subjugué par ce subllime livre d'images servant d'écrin à un requiem, terrassante psalmodie du deuil d'enfances brisées. »
« Le film turc “Times and Winds” décrit la dure vie dans un village de montagne reculé à travers les yeux de trois gamins. (…) la nature est omniprésente et appartient à la même école d'humanisme primitif que les films de Satyajit Ray ou d'Abbas Kiarostami (…) La musique du compositeur estonien Arvo Pärt embaume le film comme une brise de montagne asséchée.

## Distinctions
- Festival d'Istanbul 2006 : Grand prix du jury
- Festival international des cinémas d'Asie 2007 : Prix Émile-Guimet
- 31e Festival international du film de Toronto, en sélection officielle
- Festival du film de Rome, en compétition
- 11e Festival international du film de Pusan
- prix FIPRESCI